# Traumatologia forense
A Traumatologia Forense é um ramo da Medicina legal que estuda as lesões corporais resultantes de traumatismos de ordem física ou psicológica.

## Objeto
A Traumatologia Forense tem por objeto o estudo dos efeitos na pessoa das agressões físicas e morais, como também a determinação de seus agentes causadores. Este reconhecimento é feito através do exame pericial na vítima, bem como no local do crime, denominado exame de corpo de delito, o corpo do delito ao contrario do que muitos pensam não é apenas a vitima, mas todo o local e instrumentos utilizados para a pratica do delito, pelo qual se atribui a extensão dos danos provocados.

## Exame pericial
O exame deve ser requerido por autoridade legalmente competente (p. ex., um delegado de polícia), dirigido a um médico legista competente (ou órgão do qual o mesmo seja funcionário). Este requerimento deve conter alguns elementos imprescindíveis para a realização do laudo, tais como a completa identificação da pessoa, a hora, local e finalidade do exame.
O laudo pericial tem como norma geral uma narrativa contínua, que é feita à medida que o exame é realizado. Nele deve constar, de forma abreviada e sucinta, apenas constando-se o que for essencial, a narrativa dos fatos proferida pela vítima.
O perito deve assinalar as lesões ou sua ausência (hipótese em que o perito esquivar-se de proceder a exame, expondo seus motivos), os locais e tipos de lesão.

### Exame complementar
Por diferir o Direito penal a natureza delituosa da lesão corporal consoante sua gravidade, é mister um exame suplementar, decorridos trinta dias do fato. Neste exame o perito assinala a presença ou não das seqüelas da(s) lesão(ões), bem como o grau de incapacitação gerada por ela(s) na vítima.

### Registros
O exame traumatológico deve ser indicado através de meio físico apropriado - desde o preenchimento de planilhas impressas, até a filmagem do examinado.

## Quesitos oficiais
De ordinário, a perícia vem determinada através de remessa de quesitos previamente determinados, aos quais a autoridade solicitante deve apontar sobre quais pontos deseja esclarecimento. Estas perguntas referem-se:
- Se houve ofensa à integridade física ou à saúde;
- Qual o instrumento utilizado;
- Se a lesão foi produzida por meio insidioso ou cruel (v.g.: veneno, tortura, etc.)
- Se provocou incapacidade por período superior a 30 dias;
- Se resultou em dano permanente ou perda ou inutilização de membro, sentido ou função orgânica;
- Se inabilitou a vítima ao trabalho, ou doença incurável ou, ainda, deformidade;
- Se provocou aceleração de parto ou aborto.